# Ariamnes longicaudatus
Ariamnes longicaudatus är en spindelart som beskrevs av O. Pickard-Cambridge 1872. Ariamnes longicaudatus ingår i släktet Ariamnes och familjen klotspindlar.
Artens utbredningsområde är Libanon. Inga underarter finns listade i Catalogue of Life.